# Municipio de Cotterell
El municipio de Cotterell (en inglés: Cotterell Township) es un municipio ubicado en el condado de Dodge en el estado estadounidense de Nebraska. En el año 2010 tenía una población de 403 habitantes y una densidad poblacional de 2,96 personas por km².

## Geografía
El municipio de Cotterell se encuentra ubicado en las coordenadas 41°30′10″N 96°43′21″O / 41.50278, -96.72250. Según la Oficina del Censo de los Estados Unidos, el municipio tiene una superficie total de 136.08 km², de la cual 129,66 km² corresponden a tierra firme y (4,72 %) 6,42 km² es agua.

## Demografía
Según el censo de 2010, había 403 personas residiendo en el municipio de Cotterell. La densidad de población era de 2,96 hab./km². De los 403 habitantes, el municipio de Cotterell estaba compuesto por el 96,03 % blancos, el 0,25 % eran amerindios, el 2,98 % eran de otras razas y el 0,74 % eran de una mezcla de razas. Del total de la población el 5,71 % eran hispanos o latinos de cualquier raza.